# Die for me, my Darling
Die for me, my Darling (jap. 今夜は月が綺麗ですが、とりあえず死ね Konya wa Tsuki ga Kirei desu ga, Toriaezu Shine) ist eine Manga-Serie von Majuro Kaname und Sōsō Sakakibara, die von 2015 bis 2021 in Japan erschien. Die romantische Horror-Geschichte wurde unter anderem ins Deutsche übersetzt und erzählt von einem Phänomen, das Liebende dazu bringt, einander zu ermorden, und einen Oberschüler, der dieses aufklären will.

## Inhalt
Auf der Welt geht eine Krankheit um, die Liebende dazu bringt, sich gegenseitig umbringen zu wollen. Der hilfsbereite Schüler Taku Kamishiro ist seit Jahren in seine lebhafte Kindheitsfreundin Mika Hanazono verliebt, traute sich aber lange nicht, seine Liebe zu gestehen und ließ anderen den Vortritt. Doch diese, zuletzt den Mitschüler Koji Shinomija, ließ sie abblitzen. So nimmt Taku schließlich seinen Mut zusammen und will ihr seine Liebe gestehen. Da befällt auch ihn das Verlangen, sie zu ermorden. Beim Versuch eines Geständnisses überkommt ihn die Mordlust und Taku kann sich nur mit Mühe losreißen. Beim Schlagabtausch zwischen ihm und Koji wird dann sogar die Schule zerstört, woran sich danach nur noch Taku erinnern kann. Die Wut und die Gedanken an Mika verleihen ihm übermenschliche Kräfte. Um sie zu schützen, schwänzt Taku die Schule und erkundet seine Kräfte. Die Mordlust kann er nicht loswerden und muss daher Mika von sich fernhalten. Doch dann wird sie entführt und Taku nimmt sich vor, das Phänomen aufzuklären, um seine Geliebte zu retten.

## Veröffentlichung
Die Serie startete im April 2015 im Shōnen Magazine R beim Verlag Kodansha. Im Februar 2017 wechselte der Manga ins Gekkan Shōnen Magazine. Kodansha brachte die Kapitel auch gesammelt in zehn Bänden heraus, ehe der Titel zu Konya wa Tsuki ga Kirei desu ga, Toriaezu Shine -last- wechselte und die Serie im Mai 2020 ins nun nur online erscheinende Shōnen Magazine R zurückging. In diesem wurde der Manga im Januar 2021 abgeschlossen. Unter dem zweiten Titel erschienen weitere fünf Sammelbände. Im September 2021 folgte noch ein Epilog im Shōnen Magazine R als Einzelkapitel.
Die japanische Ausgabe gelangte mehrfach in die Manga-Verkaufscharts. Band 3 kam mit über 22.000 verkauften Exemplaren auf Platz 39, Band 6 erreichte mit über 17.000 Verkäufen Platz 44 und Band 8 schaffte es mit ebenfalls über 17.000 Verkäufen auf Platz 40.
Auf Deutsch erscheint die Serie seit Oktober 2023 bei Tokyopop in bisher sieben Bänden (Stand Juli 2025). Die Übersetzung stammt von Doreaux Zwetkow. Eine italienische Fassung erschien bei Planet Manga und eine Englische bei Kodansha USA.